# Владо Тричков
Вла́до Три́чков (болг. Владо Тричков) — село в Софійській області Болгарії. Входить до складу общини Своге.

## Населення
За даними перепису населення 2011 року у селі проживали 1572 особи.
Національний склад населення села:
| Національність   | Кількість осіб | Відсоток |
| ---------------- | -------------- | -------- |
| болгари          | 1496           | 99,1%    |
| цигани           | 7              | 0,5%     |
| турки            | 0              | 0%       |
| Всього відповіли | 1510           |          |

Розподіл населення за віком у 2011 році:
Динаміка населення: